# Invasão soviética de Xinjiang
A invasão soviética de Xinjiang, Sinquião ou Xinjião foi uma campanha militar na região noroeste chinesa de Sinquião em 1934. As forças russas brancas auxiliaram o Exército Vermelho soviético. 

## Antecedentes
Em 1934, as tropas chinesas muçulmanas de Ma Zhongying, apoiadas pelo governo do Kuomintang da República da China estavam prestes de derrotar o fantoche soviético Sheng Shicai durante a Batalha de Urumqi (1933-1934) na Rebelião de Kumul.
O General Ma Zhongying, um hui (muçulmano chinês), havia anteriormente frequentado a Academia Militar de Whampoa em Nanjing em 1929, quando era administrada por Chiang Kai-shek, que também era o chefe do Kuomintang e líder da China. 
Ma Zhongying foi então enviado de volta à província de Gansu depois de se formar na academia e lutou na Rebelião de Kumul onde, com o apoio tácito do governo central do Kuomintang da República da China, tentou derrubar o primeiro governo pró-provincial soviético liderado pelo governador Jin Shuren, antecessor de Sheng Shicai. Ma invadiu Sinquião para apoiar partidários do Canato de Kumul  e recebeu a aprovação oficial e designação do Kuomintang como a 36ª Divisão.
No final de 1933, o comandante provincial han, General Zhang Peiyuan, e seu exército han desertaram do governo provincial para o lado de Ma Zhongying e se juntaram a ele em uma guerra contra o governo provincial de Jin Shuren.

## União Soviética invade a República da China
Em 1934, duas brigadas de cerca de 7.000 soldados russos soviéticos da GPU, apoiadas por tanques, aviões e artilharia com gás mostarda, cruzaram a fronteira para ajudar Sheng Shicai a adquirir o controle de Sinquião. As brigadas foram nomeadas "Altayiiskii" e "Tarbakhataiskii".  O exército manchuriano de Sheng estava sendo severamente vencido por uma aliança do exército chinês han de Ili liderado pelo general han Zhang Peiyuan, e a 36ª Divisão muçulmana chinesa liderada pelo general muçulmano chinês Ma Zhongying.  Ma lutou sob a bandeira do governo Kuomintang da República da China. A força conjunta soviéticos-russos brancos foi chamada de "Voluntários de Altai”. Os soldados soviéticos disfarçaram-se com uniformes carentes de marcações e ficaram dispersos entre os russos brancos. 
Apesar de seus primeiros êxitos, as forças de Zhang foram assaltadas de Gulja e Chuguchak, e ele cometeu suicídio após a batalha no passo de Muzart para evitar  captura.
Embora os russos soviéticos fossem superiores à 36ª Divisão, tanto de recursos humanos e tecnologia, foram mantidos afastados por semanas e tiveram pesadas baixas. A 36ª Divisão conseguiu deter as forças soviéticas de abastecer Sheng com equipamento militar. Tropas muçulmanas chinesas lideradas por Ma Shih-ming conseguiram afastar as forças russas superiores armadas com metralhadoras, tanques e aviões por cerca de 30 dias. 
Quando relatos de que as forças chinesas haviam derrotado e assassinado os soviéticos chegaram aos prisioneiros chineses em Urumqi, teriam ficado tão eufóricos que saltaram  em suas celas. 
Ma Hushan, Vice-Comandante Divisional da 36ª Divisão, tornou-se bem conhecido por vitórias sobre as forças russas durante a invasão. 
Neste ponto, Chiang Kai-shek estava pronto para enviar Huang Shaohong  e sua força expedicionária que convocou para auxiliar Ma Zhongying contra Sheng, mas quando Chiang ouviu falar sobre a invasão soviética, ele decidiu retirar-se para evitar um incidente internacional se suas tropas envolvessem diretamente os soviéticos. 

### Batalha de Tutung
Em 1934, duas brigadas soviéticas russas da GPU, compostas por cerca de 7.000 soldados apoiados por tanques, aviões e artilharia, atacaram a 36ª Divisão perto de Tutung. A batalha durou várias semanas sobre o congelado rio Tutung. Os soldados da 36ª Divisão vestidos de pele de ovelhas na neve, e atacaram postos de metralhadoras soviéticas com espadas para derrotar um ataque em pinça soviético. Aviões soviéticos bombardearam a 36ª Divisão com gás mostarda. Ambos os lados sofreram pesadas baixas antes de Ma Zhongying ordenar retirada da 36ª Divisão. 

### Batalha de Dawan Cheng
Ma Zhongying foi perseguido por uma combinação de forças russas brancas, mongóis, e colaboracionistas chinesas. Como retirou suas forças, Ma Zhongying encontrou uma coluna de carro blindado soviético de algumas centenas de soldados próxima de Dawan Cheng. A 36ª Divisão eliminou quase toda a coluna, depois dos soviéticos entrarem em feroz combate corpo a corpo, e derrubar os carros blindados russos destruídos para baixo da montanha. Quando uma força russa branca apareceu, Ma Zhongying se retirou. 
Durante a Batalha de Dawan Cheng, Ma Zhongying pela última vez tentou retomar a iniciativa de atacar tropas soviéticas. Ele cavou trincheiras de perfil completo em um passo de montanha estreito e bloqueou o avanço das tropas soviéticas durante semanas. No entanto, os bombardeios aéreos de gás mostarda de suas posições, afetando cerca de 20% de suas tropas, obrigou-o a retirar as suas forças no final de fevereiro de 1934 de Dawan Cheng para Turpan.

### Equipamento russo capturado
A 36ª Divisão estava severamente carente em armas. Rifles e outros equipamentos datados por volta de 1930 foram capturados dos russos como despojo para aumentar suas próprias armas. 